# Toyan
Toyan (ou Ranking Toyan) de son vrai nom Byron Everton Letts, était un DJ jamaïcain, assassiné en 1991.

## Biographie
Toyan a commencé sa carrière en 1974, deejaying sur Kingston de systèmes sonores, tels que Roots socialistes et HiFi romantique. Il a enregistré son premier single, "Disco Pants" à la fin des années 1970 pour le producteur Don Mais. Il a ensuite beaucoup travaillé avec Joseph Hoo Kim et Jah Thomas, ce qui lui a valu une série de tubes comprenant "Girls Nowadays", "Kill No Man", "John Tom" et "Talk of the Town", ainsi que des tubes avec The Mighty Diamonds ("Jolie Femme"), Badoo ("Rocking the 5000") et Freddie McGregor ("Roots Man Skanking"). Henry "Junjo" Lawes 'Volcano Sound System et tourné au Canada. Avec Lawes, il enregistre l'album Comment conquête de l'Ouest, qui est considéré comme son meilleur travail, et a continué à produire son propre travail et celui des autres, comme Billy Boyo et Anthony Johnson. Il a effectué une tournée au Royaume-Uni avec le groupe Jah Prophecy et s'est produit en Jamaïque aux côtés de Dennis Brown.
Il a été assassiné à la Jamaïque en 1991.

## Discographie

### Albums
- 1978-80 : Early Days (Roots Tradition)
- 1981 : How The West Was Won (Volcano)
- 1982 : Spar With Me (Jah Guidance)
- 1982 : Dj Clash vol. 1 (avec Nicodemus)
- 1982 : Superstar Yellowman has arrived with Toyan (Joe Gibbs)
- 1982 : Nice Time (avec Tristan Palmer) (Jam Rock)
- 1982 : Toyan (J&L)
- 1983 : Ghettoman Skank
- 1983 : Murder (avec Tipper Lee & Johnny Slaughter) (Vista)
- 1983 : Every possee want me (Live & Learn)
- 1983 : DJ Daddy (Upfront)
- 1984 : Hot Bubble Gum (Powerhouse)

### Singles et maxis
- 1980 : Rocking of the 5000 (face B de Reaching to be free de Madoo) (KG Imperial)
- 1981 : Jah Guide I (avec Little John)
- 1982 : Strictly the Dread (Greensleeves)
- 1982 : John Tom (Arrival)
- 1983 : All in the game (avec Little John)
- 1983 : Two bad dj afi talk (avec Jah Thomas) (face B de Entertainment de Tristan Palmer)
- 1984 : My Granny (face B de Conscious Lover de Cornell Campbell)
- 1984 : Pon Mi Corner
- 1986 : Bring Me Baby
- 1988 : Spar with Me
- 1989 : Buff
- 198X : Creamy corner (Volcano)